# بویواتس سلو
بویواتس سلو (به صربی: Boljevac Selo) یک منطقهٔ مسکونی در صربستان است که در Boljevac واقع شده‌است. بویواتس سلو ۳۱۵ نفر جمعیت دارد.